# 贊比亞地理
赞比亚是位于非洲南部的一个内陆国。位于安哥拉以东。国土面积有752 618平方公里（和德克萨斯大小相近），其中有9 220平方公里是水域。在气候上赞比亚属热带气候区。